# Дженесі-Фоллс (Нью-Йорк)
Дженесі-Фоллс (англ. Genesee Falls) — місто (англ. town) в США, в окрузі Вайомінг штату Нью-Йорк. Населення — 402 особи (2020).

## Демографія
Згідно з переписом 2010 року, у місті мешкало 438 осіб у 193 домогосподарствах у складі 128 родин. Було 222 помешкання
Расовий склад населення:
| - 97,9 % — білих - 1,4 % — азіатів |

До двох чи більше рас належало 0,5 %. Частка іспаномовних становила 0,5 % від усіх жителів.
За віковим діапазоном населення розподілялося таким чином: 18,9 % — особи молодші 18 років, 62,6 % — особи у віці 18—64 років, 18,5 % — особи у віці 65 років та старші. Медіана віку мешканця становила 44,9 року. На 100 осіб жіночої статі у місті припадало 96,4 чоловіків;  на 100 жінок у віці від 18 років та старших — 99,4 чоловіків також старших 18 років.
Середній дохід на одне домашнє господарство  становив 51 189 доларів США (медіана — 43 500), а середній дохід на одну сім'ю — 63 665 доларів (медіана — 57 813). Медіана доходів становила 51 250 доларів для чоловіків та 30 375 доларів для жінок. За межею бідності перебувало 15,7 % осіб, у тому числі 20,0 % дітей у віці до 18 років та 6,9 % осіб у віці 65 років та старших.
Цивільне працевлаштоване населення становило 188 осіб. Основні галузі зайнятості: виробництво — 25,5 %, освіта, охорона здоров'я та соціальна допомога — 23,9 %, мистецтво, розваги та відпочинок — 10,1 %, сільське господарство, лісництво, риболовля — 8,5 %.